# Florent Héau
 (avril 2013).
Si vous disposez d'ouvrages ou d'articles de référence ou si vous connaissez des sites web de qualité traitant du thème abordé ici, merci de compléter l'article en donnant les références utiles à sa vérifiabilité et en les liant à la section « Notes et références ».
Florent Héau est un clarinettiste français né en 1968. Outre son travail de concertiste et ses enregistrements, il donne des cours, principalement au CRR de Paris.

## Biographie
Florent Héau étudie la clarinette au Conservatoire national supérieur de musique et de danse de Paris dans la classe de Michel Arrignon. Il obtient un Premier Prix avant de poursuivre sa formation en cycle de perfectionnement.
Il remporte en 1991 un premier Grand Prix du Concours international de musique de Toulon. Son duo avec le pianiste Patrick Zygmanowski obtient les premiers Prix des Concours internationaux de musique de chambre de Paris (1994) et « Musique d'ensemble » de la FNAPEC (1995).
Après une activité de musicien d’orchestre (clarinette solo de l’Orchestre symphonique français, des Concerts Lamoureux et de l’Ensemble itinéraire) Florent Héau se consacre à son activité de concertiste aux côtés de chambristes tels que Marielle Nordmann, Gérard Caussé, Roland Pidoux, Régis Pasquier, Patrice Fontanarosa, ou de quatuors à cordes (Quatuor Pražák, Quatuor Manfred, Quatuor Parisii, Quatuor Ysaÿe, Quatuor Enesco), et en soliste avec notamment l'European Camerata, l'Orchestre de Picardie, l'Orchestre symphonique français, l'Orchestre de Cannes PACA, l'Ensemble Orchestral de Paris, l'Orchestre de chambre de la Radio polonaise ou l'Orchestre de chambre de Prague.
Florent Héau se produit dans de nombreux festivals français (Festival de Prades, La Folle Journée de Nantes, Festival de Pâques de Deauville...) et dans différents pays (Belgique, Chine, Japon, Lettonie, Pologne, Espagne, Kosovo, Hong-Kong, Corée du Sud, Taiwan, Géorgie…). En 1997, Thierry Escaich lui confie la création du « Chant des ténèbres » (concerto pour clarinette et orchestre) au festival d'Auvers-sur-Oise. En 2009, Florent Héau a été sollicité pour donner en création mondiale des œuvres d'Ibarrondo, de Bacri et Beffa.
En 2011, il a créé le Concerto pour clarinette de Philippe Hersant.
Florent Héau est par ailleurs un des membres fondateurs de la compagnie de théâtre musical « Les Bons Becs », au sein de laquelle il joue de la clarinette, mais également de la lame sonore et des claquettes. Depuis 1996, le spectacle « Tempête sur les Anches », plaisanterie musicale et poétique pour clarinettes et percussions, a été joué en France mais aussi dans de nombreux pays (Espagne, Suède, Italie, Danemark, Portugal, Allemagne, Belgique, Nouvelle-Calédonie…). En 2007, Les Bons Becs créent un nouveau spectacle : les Bons Becs en voyage de notes (mise en scène Caroline Loeb). Il a été joué en France (et notamment durant trois mois au Sudden Théâtre, puis en prolongation au Théâtre Le Ranelagh), mais aussi en Espagne ou en Corée du Sud.
Florent Héau a été professeur assistant de Michel Arrignon au Conservatoire national supérieur de musique et de danse de Paris de 1999 à 2003, et est actuellement professeur de clarinette au Conservatoire à Rayonnement Régional de Paris. Il est régulièrement invité en Europe et en Asie pour donner des master-classes.

## Discographie
- 2010 : Melodias argentinas de Carlos Guastavino avec Marcela Roggeri
- 2009 : Concerto pour clarinette K622 - Symphonie concertante K297b de Mozart avec l'Orchestre de chambre de Prague, avec Nora Cismondi (hautbois), Gilbert Audin (basson) et Mischa Cliquennois (cor), enregistrement en live (Transart Live).
- 2008 : Quintette avec clarinette K581 - Quatuors avec clarinette K378 et 380 de Mozart avec le Quatuor Manfred
- 2007 : Sonates pour clarinette et piano  de Brahms
- 2006 : Pièces pour alto, piano et clarinette de Robert Schumann
- 2005 : Trios pour piano, clarinette et violoncelle de Beethoven
- 2004 : Chorus : Scènes de Bal - Nocturne - Jeux de doubles - La Ronde - Nocturne de Thierry Escaich avec Claire-Marie Le Guay
- 2004 : Pièces pour clarinette de Nicolas Bacri avec l'ensemble European Camerata
- 2003 : Sonates pour clarinette et piano - Sonates pour clarinette et piano, opus 49 N°1 et N°2 - Sonates pour clarinette et piano, opus 120 N°1 et N°2 de Johannes Brahms et Max Reger
- 2002 : Contrastes - Sonates pour violon et piano - L'histoire du soldat de Stravinsky et Bartók
- 2000 : Musique française pour clarinette et piano